# Українці Парагваю

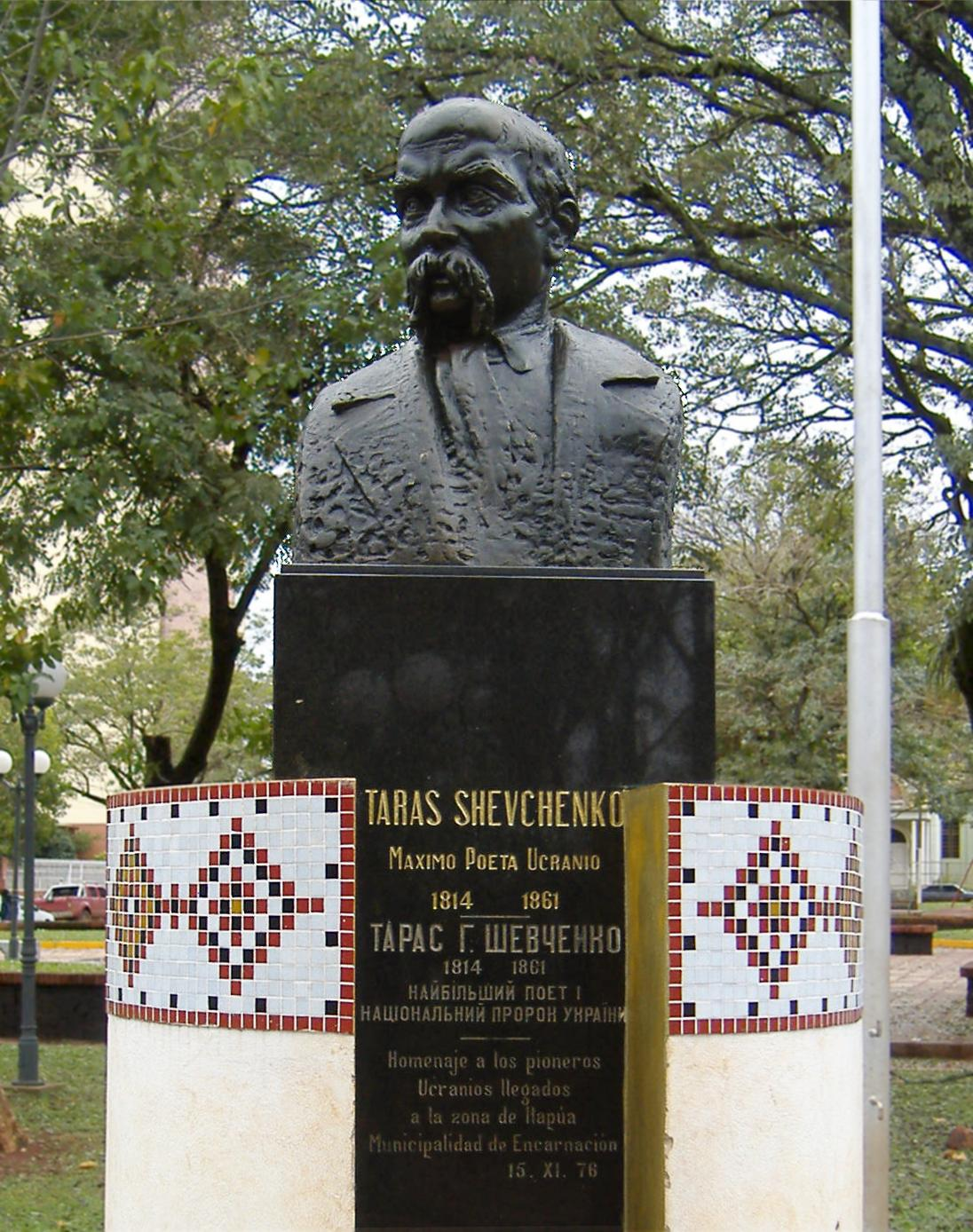
Пам'ятник Тарасу Шевченку в Енкарнасьйоні.

Українці Парагваю — українська діаспора в Парагваї. У середині 1990-х було від 5000 до 8000 мешканців у невеличких громадах навколо міста Енкарнасьйон на південному сході країни, на кордоні з аргентинською провінцією Місьйонес (яка є центром української еміграції в Аргентині). Більшість українців у Парагваї займається сільським господарством, вирощуванням рису, кукурудзи, пшениці та інших культур. Певна частина українців Парагваю працюють у різних державних установах країни, зокрема на високих урядових посадах.

## Історія
Перша велика група українських переселенців прибула до Парагваю з сусідньої Аргентини на початку 1930-х під час економічної кризи в Аргентині. Наприкінці 1930-х в цьому регіоні також поселилися українські переселенці з Полісся, Волині, Галичини та Закарпатської області. Після Другої світової війни сюди прибуло кілька сотень українських біженців з таборів для переміщених осіб в Європі, а також члени української еміграції в Китаї та Маньчжурії, які вимушені були тікати звідти після встановлення комуністичного ладу. Характерною рисою більшості українських поселенців в Парагваї є приналежність до православної церкви, а не до греко-католицької, як в більшості інших діаспор поза межами колишнього СРСР. На новому місці українські переселенці дали українські назви багатьом поселенням, такі як Нова Волинь або Тарасівка, але вимушені були згодом змінити їх на іспанські назви під тиском парагвайського уряду. На кінець 1940-х в країні нараховувалося близько 10 000 українців. 
З часом багато українців Парагваю, особливо представників інтелігенції, переселилися до Аргентини, Канади або США. Ті хто залишився в Парагваї, належать до парафій українських православних церков, але переважно асимілювалися в парагвайське суспільство. Багато українських фермерів Парагваю досягли певних успіхів, володіють великими фермами зі значною кількістю землі.

## Організації
В місті Енкарнасьйон, яке є центром українського суспільного життя в Парагваї, розташований Український громадський центр, православні та греко-католицькі церкви. Наприкінці 1930-х років Просвіта організовувала читальні зали, бібліотеки української літератури та громадські центри. Українські молодіжні організації діяли тут до 1955. В місті також був споруджений пам'ятник Тарасу Шевченку, на церемонії відкриття котрого був присутній тодішній парагвайський диктатор Альфредо Стресснер та інші урядовці. У зв'язку з еміграцією значної частини української інтелігенції до Аргентини та Північної Америки культурне життя української спільноти, за винятком церковної сфери, погіршилося. 
Більше половини українців Парагваю належать до Української автокефальної православної церкви. Близько 30% є вірянами Української греко-католицької церкви, а решта належать до баптистських, менонітських та інших церков. На початку 21 століття в Парагваї функціонує 6 православних парафій.

## Персоналії
Степан Високолан — офіцер Російської армії, учасник Білого руху і білоемігрант, дивізійний генерал збройних сил Парагваю, учасник Чакської війни.
Андрес Троцюк — парагвайський бізнесмен українського походження, Почесний консул України в Парагваї.
Надія Черанюк - ректор університету Енкарнасьйон.
Хосе Мануель Бабак – парагвайський футболіст українського походження.